# Epicurea
Epicurea är en samling av texter, fragment och utsagor av Epikuros. Sammanställd av Herrman Usener 1887.